# Macroversum mirum
Genre
Espèce
Macroversum mirum, unique représentant du genre Macroversum, est une espèce de tardigrades de la famille des Murrayidae. 

## Distribution
Cette espèce est endémique de Sicile en Italie. Elle se rencontre dans les monts Nébrodes.

## Publication originale
- Pilato & Catanzaro, 1988 : Macroversum mirum n. gen. n. sp. nuovo eutardigrado (Macrobiotidae) dei Monti Nebrodi (Sicilia). Animalia (Catania), vol. 15, no 1/3, p. 175-180.